# Iglesia de Santa Gertrudis (Envigado)
La Iglesia de Santa Gertrudis es un templo religioso de culto católico bajo la advocación de Santa Gertrudis (de Helfta) en el municipio de Envigado, Colombia. 
Este templo está situado al costado oriental del Parque Marceliano Vélez (parque principal), y pertenece a la jurisdicción de la Arquidiócesis de Medellín.
Es el templo más representativo de dicho municipio, siendo una obra renacentista de estilo greco-romano sobrio. En el 2001 se inició la restauración que finalizó en el 2006

## Historia
El 25 de septiembre de 1859 más de 80 vecinos se dirigieron al presbítero Julián María Upegui pidiéndole que interviniera con el obispo para que concediera permiso para edificar un nuevo templo porque el que tenían era incapaz de albergar a la población, que había aumentado mucho.

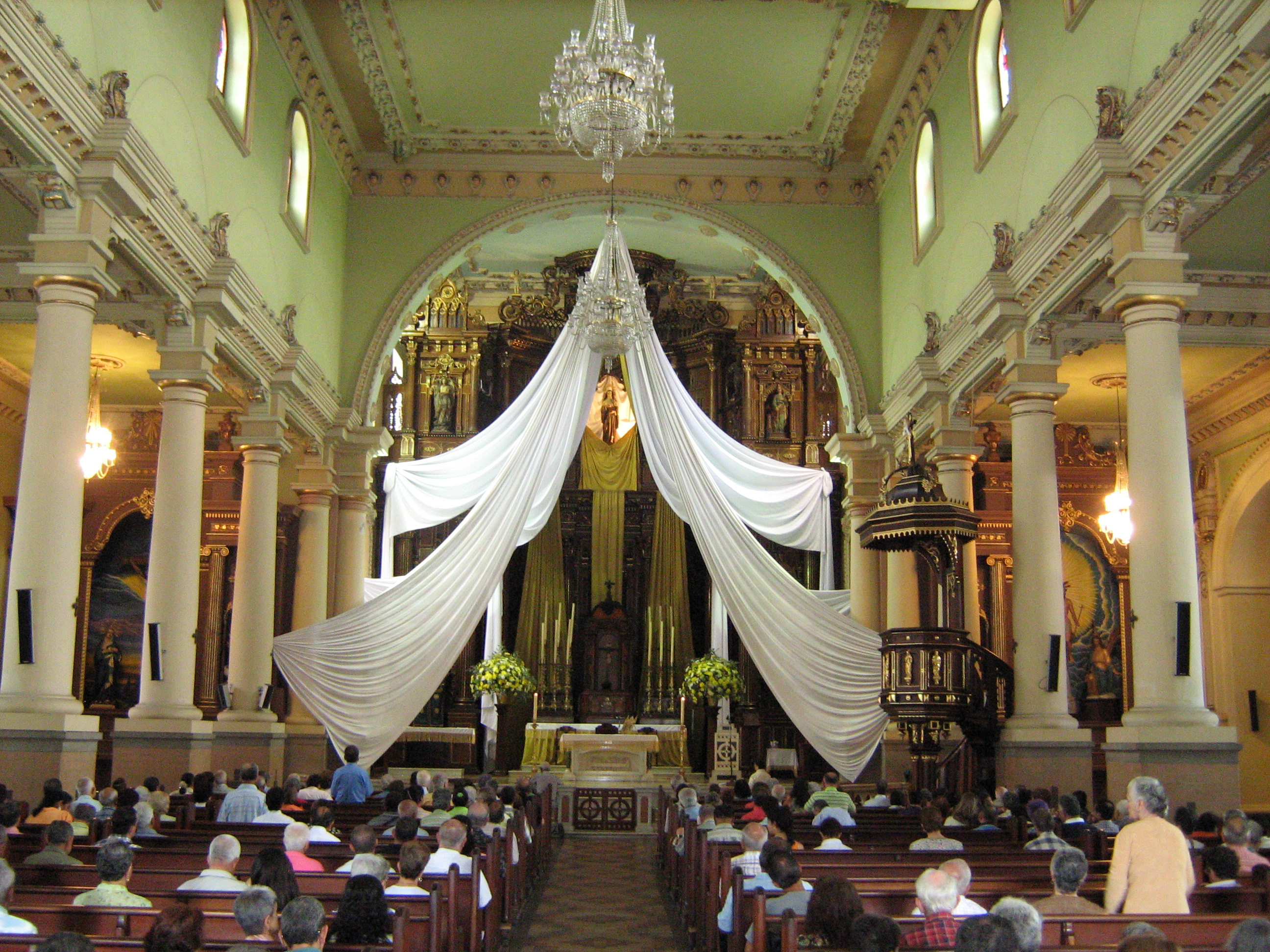
Nave central.

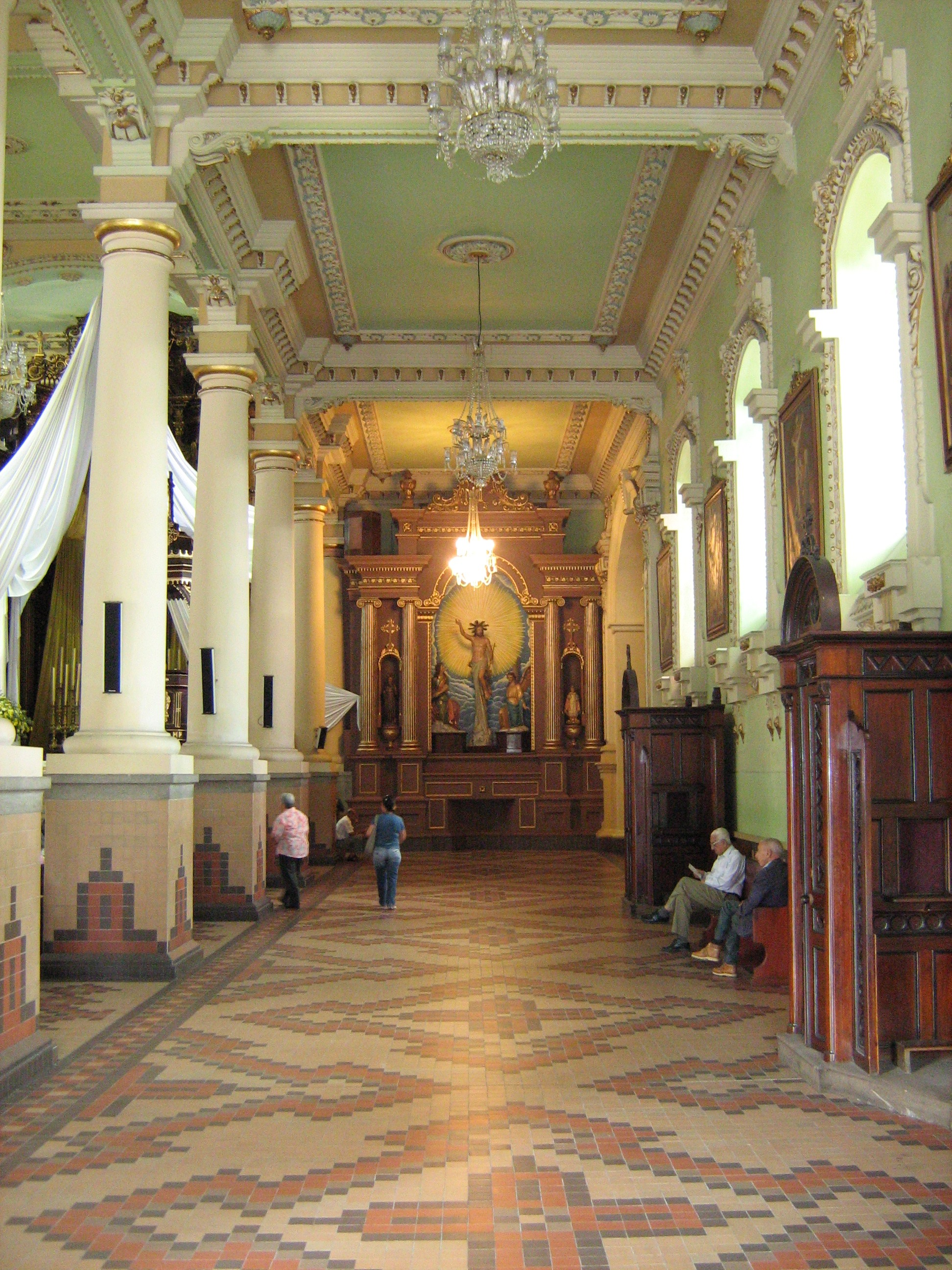
Nave lateral derecha.

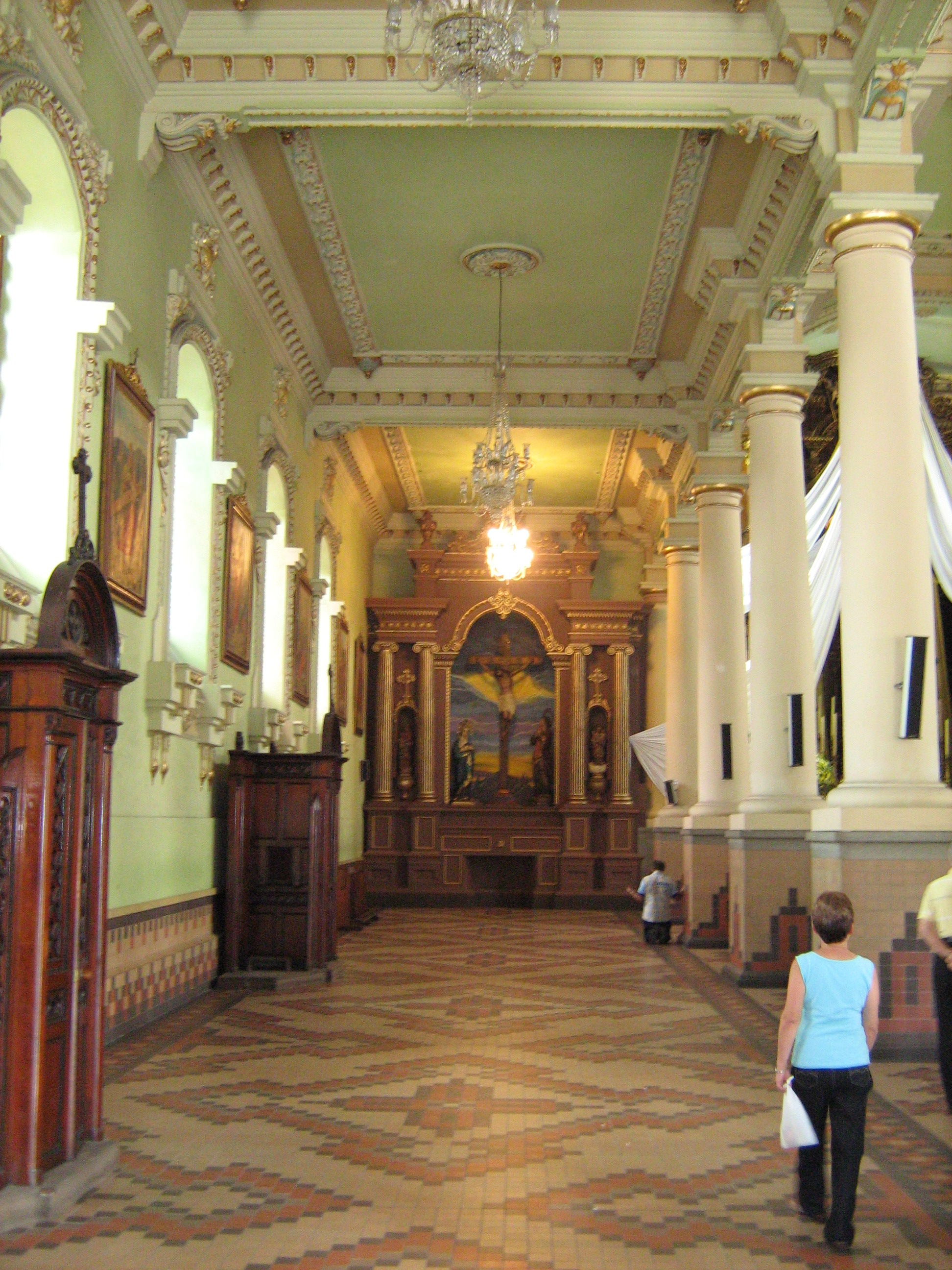
Nave lateral izq.

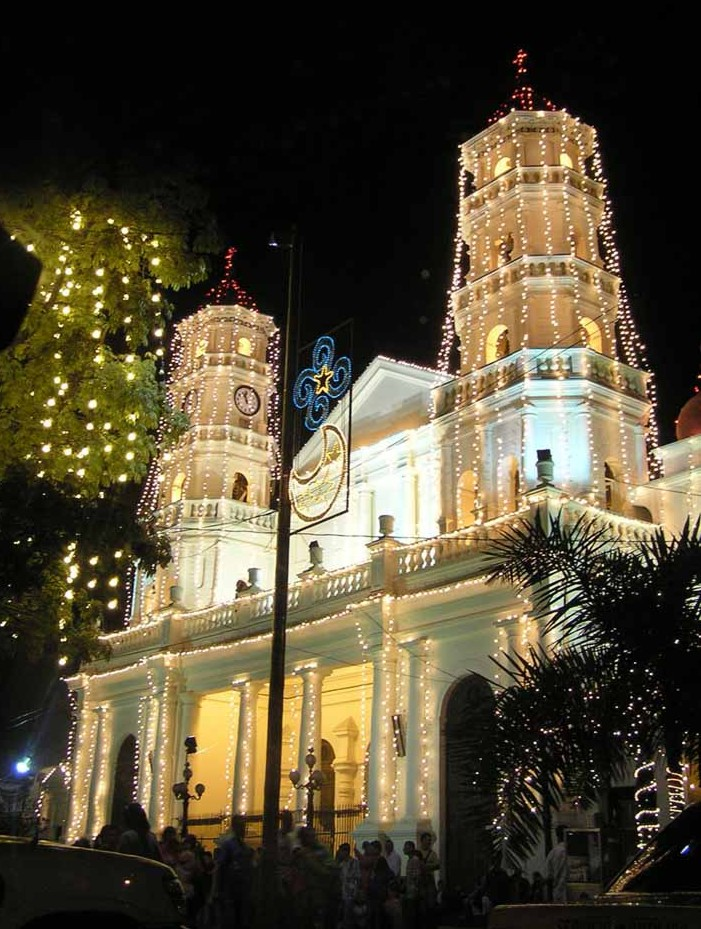
Iglesia de Santa Gertrudis en época navideña.

El 21 de noviembre del mismo año el obispo dispuso que se organizara una Junta con tal fin. Los trabajos se iniciaron pero pronto hubo que suspenderlos debido a la guerra civil de 1860. El presbítero Simón de J. Herrera, encargado de la Parroquia, se dirigió al obispo de Medellín Valerio Antonio Jiménez el 20 de octubre de 1864 pidiéndole permiso para continuar con el Templo. El 25 del mismo mes, el obispo Jiménez concedió el permiso y ordenó, que como tenían que destruir la antigua Iglesia pues la construcción era en el mismo lugar, que si para celebrar la santa misa no había capilla en la población se habilitara una y en los días festivos se celebrara la santa misa en la plaza. De capilla sirvió una de las habitaciones de la Casa Cural, y en los días festivos se celebraba la santa misa en un tablado construido en el costado occidental de la plaza. El 16 de noviembre de 1864 se reanudó la construcción.
Tiempo después lo continuó, bajo la hábil dirección del ingeniero Breche, el presbítero Jesús María Mejía, quien después de grandes esfuerzos y dificultades tuvo la satisfacción de terminarlo y hacerlo consagrar solemnemente el 24 de febrero de 1897.
El templo que hoy existe tiene 71 varas de largo por 33 de ancho. En las 71 está incluida la sacristía, pues el cuerpo del templo tiene solo 54 varas. Es de 3 naves; la del centro tiene de ancho 14 varas con 3 puertas al atrio y las naves laterales que son más angostas, tiene cada una 7 varas de ancho con su respectiva puerta, que también dan al atrio.
La fachada del templo tiene en el centro un pórtico con el mismo ancho de la nave del medio. El pórtico está coronado con una espaciosa terraza o azotea con su baranda de ladrillo cocido encima de la cornisa, la cual viene a encerrar sus dos elegantes torres que están construidas encima de los testeros de las naves laterales, Cada torre tiene 4 cuerpos de arquitectura toscana coronadas por sus cúpulas que terminan con cruces de hierro.

Escudo de Envigado. En su primer cuartel se ve la Iglesia de Santa Gertrudis.

Su recinto guarda valiosas joyas de arte: el altar mayor; el sagrario y el púlpito de una talla impecable. En esas obras trabajaron los talladores, Álvaro Carvajal Manuel Montoya Escobar, Rosendo Muñoz y Alejo Vieco; todos ellos contrajeron matrimonio con distinguidas envigadeñas. Las estaciones las pintó el maestro Ortiz y los marcos de éstas y el Santo Sepulcro los construyó el ebanista Simón Caballero. La construcción de los techos del templo la dirigió el notable ingeniero inglés Richard Lewis Marshall. Guarda también el templo artísticas imágenes, una hermosa custodia que reemplazó la que fue robada por el profano Rafael Lotero Betancur el 11 de septiembre de 1900, y riquísimos ornamentos y vasos sagrados.
El actual reloj es de construcción americana, lo compró el padre Mejía y solamente daba las horas y las medias horas; posteriormente ha sufrido las siguientes reformas: en el taller de Don Pedro Velilla lo acondicionaron para dar los cuartos, y el presbítero Jesús Antonio Duque le hizo poner tres muestras más.
Cuando se inauguró la actual Iglesia el campanario tenía 4 campanas de las cuales las dos pequeñas prestan hoy servicio en la capilla del Asilo de Ancianos. La campana mayor la quebraron en el repique que se dio para celebrar la terminación de la guerra civil de 1885. Luego fue refundida. En las campanas se encuentra la siguiente inscripción: "Soy de la Patrona Santa Gertrudis". Tienen las campanas un hermoso sonido timbrado e inconfundible.
El presbítero Fulgencio Villa, encargado de la Parroquia, en el mes de julio de 1874 compró a Modesto Molina por $ 152.oo el armonio para la Iglesia. En el año de 1909 fue inaugurado el famoso órgano construido en la Fábrica de Xuclá de Barcelona (España) traído por el padre Mejía; es uno de los mejores de Colombia. El armonio comprado por el padre Villa, después de traído el órgano siguió prestando servicio en las funciones que se celebran en la calle. Cuando fue creada la Parroquia de Santa Ana de Sabaneta el citado armonio pasó a prestar allí su servicio.
Cuando regía los destinos de la Parroquia el presbítero Marcelino Ochoa se construyó una capilla aledaña a la nave izquierda de la Iglesia dedicada al Santísimo bellamente decorada y con un magnífico altar de mármol. El terreno y los gastos de la construcción fueron donados por Justiniana Ochoa (alias La Monja) e Irene Montoya de Ramírez.

## Órgano
El órgano fue construido en Barcelona en 1909 por Pablo Xuclá, es de estilo español romántico, cuenta con 18 registros y tiene 1116 tubos, de los cuales 54 son en madera y el resto en metal con una aleación de plomo y estaño. El más grande mide 2,70 metros y tiene 18 centímetros de diámetro, el más pequeño mide 7 milímetros y tiene 3 de diámetro.